# Khan Tengri
Khan Tengri (em cazaque:  Хан Тәңірі, Han Táńiri, حان تأڭئرئ; em quirguiz:  Хан-Теңири, حان-تەڭىرى; em uigure: خانتەڭرى; chinês tradicional: 汗騰格里峰, chinês simplificado: 汗腾格里峰, pinyin: Hànténggélǐ Fēng, Xiao'erjing: هًا تٍْ قْ لِ فعْ) é uma montanha que constitui a tríplice fronteira entre Cazaquistão, Quirguistão e República Popular da China. Constitui o ponto mais alto do Cazaquistão e o terceiro mais elevado do Quirguistão. Na língua uigur o seu nome quer dizer "Senhor dos espíritos", ou "Senhor do Céu". Pertence à cordilheira Tian Shan, sendo o seu segundo ponto mais elevado depois do Jengish Chokusu. Os 7010 metros de altitude incluem a camada de gelo permanente no topo.
É um dos picos cuja escalada faz parte do prémio Leopardo das Neves.
O primeiro europeu a ver o Tengri Tag e o seu cume, o Khan Tengri foi Peter Semenov, em 1857.